# Luis Muñoz Rivera

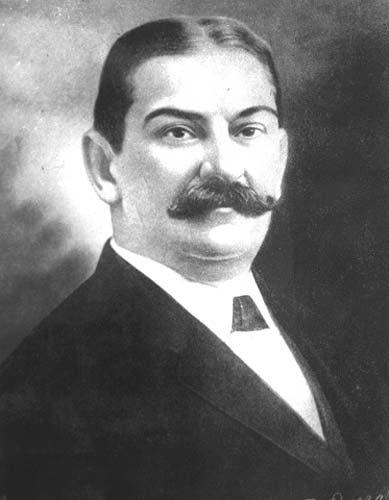
Luis Muñoz Rivera

Luis Muñoz Rivera (* 17. Juli 1859 in Barranquitas, Puerto Rico; † 15. November 1916 in Luquillo, Puerto Rico) war ein puerto-ricanischer Dichter, Journalist und Politiker.

## Leben
Muñoz Rivera stammte aus der ältesten Politiker-Familie Puerto Ricos. Sein Vater Luis Muñoz Barrios war 1856 und 1874 Bürgermeister, sein Großvater war ein spanischer Kapitän, der Stadtverwalter wurde.
1887 übernahm Muñoz Rivera die Führung der Autonomist Party und gründete 1890 die Partei-Zeitung La Democracia. Da Puerto Rico zu dieser Zeit in spanischem Besitz war, reiste er 1893 nach Spanien, um mehr über das politische System zu lernen. Bei seiner Rückkehr nach Puerto Rico, beteiligte er sich am Entwurf des Plan de Ponce, der administrative Autonomie für die Insel vorschlug. Im März 1895 ging er als Mitglied einer Kommission nach Spanien, die sich mit dem liberalen Anführer Práxedes Mateo Sagasta traf. Diese politische Gruppe akzeptierte die Ansichten der Kommission und im November 1897 gewährte Sagasta die Autonomisten-Charta. Muñoz Rivera diente in der neuen, unabhängigen Regierung von Puerto Rico als Staatssekretär und ab dem 21. Juli 1898 Kabinettschef der autonomen Regierung.
Vier Tage später begann die Invasion der Vereinigten Staaten in Puerto Rico. Infolge des Vertrags von Paris ging Puerto Rico in den Besitz der Vereinigten Staaten über und wurde von einem Militärgouverneur regiert. Muñoz Rivera half bei der Einrichtung einer Insel-Polizei. Am 4. Februar 1899 zog er sich aus der Regierung zurück. Kurz darauf löste der US-Gouverneur Guy Vernor Henry das Kabinett auf und beseitigte damit die letzten Reste der autonomen Regierung und der Freiheiten, die Muñoz Rivera unter der spanischen Herrschaft gesucht hatte. Muñoz Rivera antwortete mit der Erklärung Der 25. Juli. Warum wir ihn nicht feiern, die er zum ersten Jahrestag der Invasion veröffentlichte. Muñoz Rivera widersetzte sich der Militärregierung und verlangte größere Selbstbestimmung. 1899 gründete er die Zeitung El Territorio, die die Anliegen der Landbesitzer vertrat, die durch die von den Vereinigten Staaten verhängte Blockade verletzt wurden. Er reiste in die Vereinigten Staaten, um für freien Handel zwischen der Insel und den Vereinigten Staaten zu werben. In New York City gründete er 1901 die bilinguale Zeitung Puerto Rican Herald.
Bei seiner Rückkehr nach Puerto Rico gründete er die Unionist Party (Unión de Puerto Rico). 1906 wurde er ins Repräsentantenhaus von Puerto Rico gewählt, wo er bis 1910 verblieb, ehe er der Delegierte (Resident Commissioner) für Puerto Rico im Repräsentantenhaus der Vereinigten Staaten wurde. Von 1911 bis 1916 gehörte er dem Kongress an. 1915 schlug Muñoz Rivera vor, der Insel mehr Autonomie und Gleichberechtigung zu gewähren, ohne die Unabhängigkeit von den Vereinigten Staaten oder die Anerkennung als Staat zu verlangen. Sein Vorschlag stieß auf Widerstand unter anderen von José de Diego, aber seine Partei konnte sich schließlich einigen. Muñoz Rivera hatte großen Anteil am Jones-Shafroth Act, der am 2. März 1917 unterzeichnet wurde und den Puerto-Ricanern die Staatsbürgerschaft der Vereinigten Staaten gewährte und eine Legislative mit zwei Kammern nach dem Vorbild des US-Kongresses schuf. Er war jedoch mit dem Act nicht zufrieden, da die Judikative und Exekutive immer noch unter der Kontrolle der USA standen. Kurze Zeit später erkrankte er und kehrte nach Puerto Rico zurück, wo er schließlich verstarb, bevor der Jones Act zum Gesetz wurde. Er ist auf dem San Antonio De Paduas Cemetery in seiner Heimatstadt begraben.
Sein Sohn Luis Muñoz Marín spielte ebenfalls eine wichtige Rolle in der puerto-ricanischen Politik, da er die Partido Popular Democrático gründete und der erste demokratisch gewählte Gouverneur von Puerto Rico wurde. Dessen Tochter Victoria Muñoz war ebenfalls politisch aktiv; sie arbeitete in der Legislative und bewarb sich 1992 erfolglos um das Amt des Gouverneurs.

## Gedichte

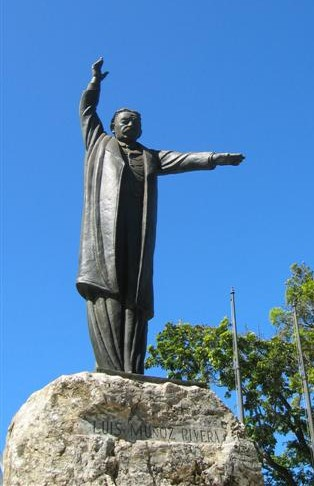
Statue von Luis Muñoz Rivera in dem nach ihm benannten Park

- Retamas
- Tropicales
- Horas de Fiebre
- El paso del déspota
- Minha terra
- Cuba rebelde
- A cualquier compatriota
- Las campanas
- Turba multa
- Alea jacta est
- Judas
- El general
- Abismos
- Patriota
- Himno
- Parias
- Poemas Liricos